# Johannes Rydberg

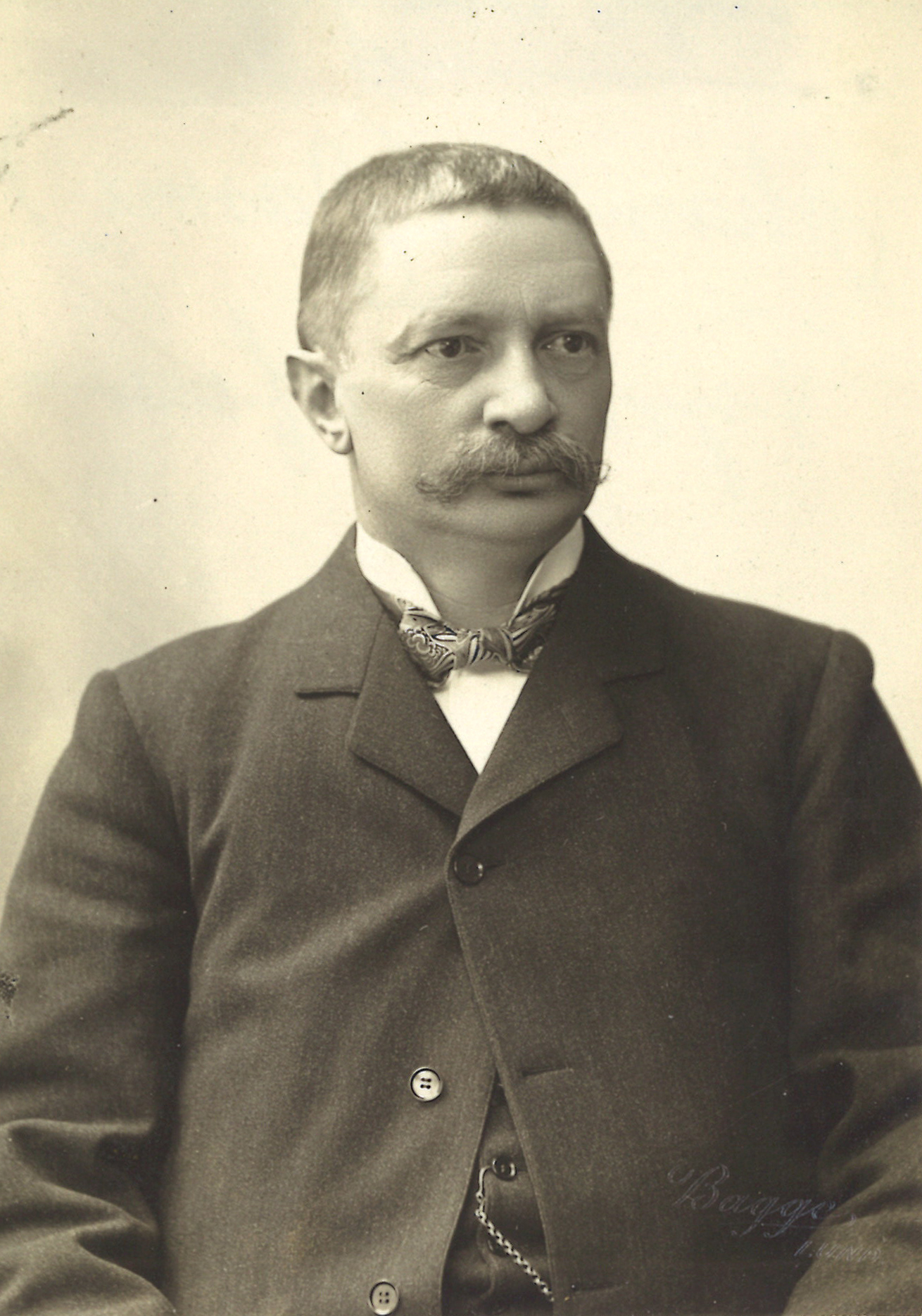
Johannes Rydberg

Johannes Robert Rydberg, ook bekend als Janne Rydberg (Halmstad, 8 november 1854 - Lund, 28 december 1919) was een Zweeds natuurkundige die vooral bekend is geworden door de Rydberg-formule (ontworpen in 1888), die gebruikt wordt voor het voorspellen van de golflengtes van fotonen (van licht en andere elektromagnetische straling) die vrijkomen bij veranderingen in het energieniveau van een elektron in een atoom.
De natuurkundige constante die bekendstaat als de Rydbergconstante is naar hem genoemd. Aangeslagen atomen met een zeer hoog hoofd-kwantumgetal, aangegeven door n in de Rydberg-formule, worden Rydbergatomen genoemd. Er is ook een krater op de maan naar hem genoemd.
Hij was actief aan de universiteit van Lund in Zweden gedurende heel zijn werkzame leven. 